# Informeller Gruppenführer
Der informelle Gruppenführer ist eine Person, die eine soziale Gruppe, ein Team oder eine informelle Gruppe leitet. Seine Rolle wurde schon frühzeitig erkannt. Im Gegensatz zum formellen Führer der Gruppe, welcher in einer Organisation als Gruppenleiter berufen und dafür mit Kompetenzen ausgestattet wird, gewinnt der informelle Führer seine Rolle aufgrund der gruppenspezifischen Rollenverteilung bzw. aufgrund seiner Persönlichkeit. Er wird auch als Gruppenstar oder als Gruppensprecher bezeichnet. Die Verantwortlichen in einer Organisation können den Weg über den informellen Führer wählen, um dadurch auf das Leistungsvermögen einer Gruppe besser einwirken zu können. Im negativen Falle ist er ein Rädelsführer.

## Erkennen des informellen Führers
Um den informellen Führer ansprechen zu können, muss diese Person bekannt sein oder durch Beobachtung ermittelt werden. Wenn z. B. die Führungskraft in einem Unternehmen die Gruppe bereits länger kennt, dann fällt es ihm nicht schwer, den informellen Führer aus den Gegebenheiten und Verhaltensweisen der Gruppenmitglieder heraus zu erkennen. Kennt der Vorgesetzte die Gruppe überhaupt nicht oder nur oberflächlich, dann bietet sich der Weg über die soziometrische Methode des Soziogramms an. Auf die Frage „Mit wem möchten Sie zusammenarbeiten?“ oder „Wen würden Sie zu einer Party einladen?“ antworten die befragten Gruppenmitglieder und der Leiter wertet die Ergebnisse aus. Der Gruppenstar ist derjenige, der von der Gruppe die meisten Stimmen erhält.

## Arten informeller Führer
In vielen Gruppen existiert nur ein informeller Gruppenführer. In Einzelfällen können sich aber auch zwei Personen die Rolle des Führers teilen, insbesondere wenn es eine formale Gruppenleitung gibt. Dann besteht folgendes Führungsdual, das bereits 1954 von Bales beschrieben wurde:
- Der Tätigkeitsführer, welcher sich intensiv für die Erreichung der vorgegebenen Leistungsziele einsetzt und alles dafür tut, damit alle Gruppenmitglieder zur Zielerreichung Beiträge bringen. Deshalb sollte ihn der Gruppenleiter als ›verlängerten Arm‹ einsetzen.
- Der Beliebtheitsführer, welcher überall gern gesehen ist und sich ebenfalls für die Gruppe engagiert. Er setzt sich vor allem für das Erreichen der Gruppenerhaltungsziele (z. B. Zusammenhalt) bzw. für das Erreichen der Individualziele (z. B. individuelle Zufriedenheit) ein. Er pflegt die Gruppenbeziehungen, hört gut zu und ermutigt die Kameraden.

Beide Führer können in einer Gruppe wichtig sein. Die Gruppe billigt dem informellen Führer seinen hohen Rang auf Grund der vom Team anerkannten Autorität zu. Um seine Autorität zu erhalten und die Leistungsfähigkeit der Gruppe zu stärken, hat er eine Reihe von Verhaltensregeln zu beachten.

## Merkmale des informellen Führers
Ein informeller Führer hat die Fähigkeit, auf die von der Organisation oder der Gruppe selbst gesetzten Ziele hinzuwirken, die Harmonie im Team zu fördern, Spannungen in der Gruppe auszugleichen, zu interner Kommunikation und verstärkter Meinungsbildung beizutragen. Außerdem bringt er die Bereitschaft mit, über die Wahrung der Gruppennormen zu wachen und ihre Einhaltung in der Gruppe sicherzustellen. Es ist für ihn meist typisch, dass er sich in der Gruppe besonders engagiert. Informelle Führer haben eine gute soziometrische Wahrnehmung, hohe soziale Kompetenz, meist ein hohes Selbstvertrauen bzw. eine starke Extraversion. Sie pflegen zu allen Gruppenmitgliedern Kontakte, auch zu den Außenseitern der Gruppe. Sie zeigen in jeder Situation Hilfsbereitschaft und sind i. d. R. nicht auf Führerschaft bedacht. Sie setzen sich intensiv für das Gruppenleben ein und wirken bei Konflikten in der Gruppe ausgleichend.

## Führungsstile
Da der Gruppenstar der Anführer der Gruppe ist, sollte ihm der formale Gruppenleiter besondere Aufmerksamkeit schenken. Der informelle Führer ist zwar nicht mit dem Leistungsprimus der Gruppe identisch, befindet sich aber leistungsmäßig im oberen Drittel des Teams. Sonst könnte er die Interessen der Gruppe wohl weniger fundiert vertreten. Damit zählt er zu den leistungsstarken Kräften des Teams und sollte deshalb vom Gruppenleiter mit dem fördernden Führungsstil geführt werden. Dabei sollte er folgende Führungsregeln beachten:
- Die Führungskraft kann gegenüber dem informellen Führer alle Anreize einsetzen, die für leistungsstarke Kräfte gelten, z. B. Aufstiegs-, Entgelt- und Entwicklungsanreize.
- Der Gruppenstar benötigt für seine Arbeit Freiräume, so dass zielgebundene Kontrollen ausreichen. Bei positiven informellen Führern ist Strenge überhaupt nicht angebracht.
- Die Führungsperson wird den Gruppenstar stets über besondere Arbeitsvorgänge informieren und einen guten Kontakt zu ihm pflegen.
- Sie sollte ihn für die eigene Führungsarbeit zu gewinnen versuchen und ihn damit gegenüber dem Team als ›verlängerten Arm‹ einsetzen.

Damit erkennt die Führungskraft die Schlüsselrolle des informellen Gruppenführers an. Ernsthafte Auseinandersetzungen (z. B. wegen Kleinigkeiten) sind mit ihm schon deshalb zu vermeiden, weil er die Unterstützung des Teams hat.
Grundsätzlich anders ausgeprägt ist der Rädelsführer, insbesondere im Bereich der Bandenkriminalität.